# Гораций

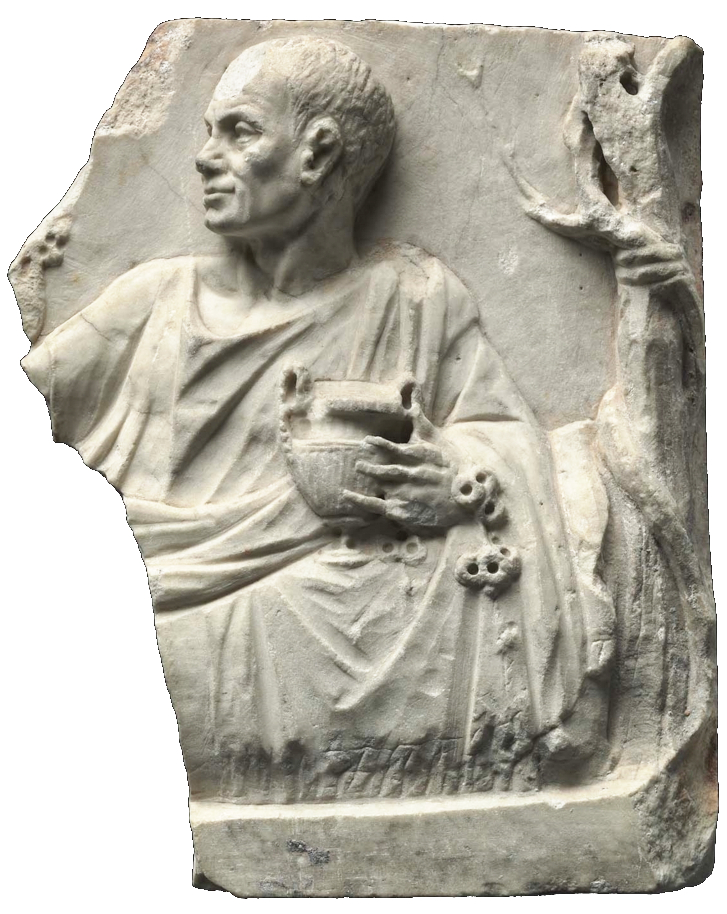
Предполагаемый портрет Горация с римского барельефа 50 г. н. э. Музей изящных искусств (Бостон)

Квинт Гора́ций Флакк (лат. Quintus Horatius Flaccus), часто просто Гора́ций (8 декабря 65 до н. э., Венузия — 27 ноября 8 до н. э., Рим) — древнеримский поэт «золотого века» римской литературы. Его творчество приходится на эпоху гражданских войн конца республики и первые десятилетия нового режима Октавиана Августа. Гораций считается одним из двух величайших поэтов этой эпохи наряду с Вергилием. Его главные произведения — сборники стихотворений «Сатиры», «Эподы», «Оды» и «Послания».

## Биография
Квинт Гораций Флакк родился 8 декабря 65 года до н. э. в семье вольноотпущенника, владельца скромного имения в Венузии — римской военной колонии на юго-востоке Италии, на границе Лукании и Апулии. Его полное имя засвидетельствовано в его работах и в подписи к «Юбилейному гимну», который он написал по поручению императора Августа к Столетним играм 17 года до н. э.; «Quintus Horatius Flaccus carmen composuit» («Квинт Гораций Флакк сочинил песнь»).
Отец Горация был вольноотпущенником. Юридически дети либертинов приравнивались к свободнорождённым, но такое происхождение, тем не менее, рассматривалось как социальная неполноценность, которая окончательно сглаживалась только в следующем поколении. Этот фактор оказал определённое влияние на мировоззрение и творчество Горация. О матери поэт не рассказывает, хотя упоминает няню Пуллию.
Когда будущий поэт был ребёнком, его отец оставил имение, спокойную экономную жизнь в провинции и переехал в Рим, чтобы дать сыну должное столичное образование, которое могло бы ввести его в более высокие общественные круги. В столице отец исполнял должность комиссионера на аукционах, получая по одному проценту со сделки от покупателя и продавца. Согласно Светонию, он также торговал солёной рыбой. «Бедный, честный крестьянин», каким рисует отца сам Гораций, тем не менее, посредством такого занятия сумел покрывать расходы, связанные с образованием сына.
Гораций прошёл через все ступени образования, обычного у римской знати своего времени: от первоначального обучения в школе Орбилия в Риме, где он изучал «Латинскую Одиссею» Ливия Андроника и Гомера, до платоновской Академии в Афинах, где занимался греческой литературой и философией (Академия того времени служила своего рода университетом или высшей школой для молодой аристократии Рима; одним из «одноклассников» Горация был, в частности, сын Цицерона). В Афинах Гораций так хорошо овладел греческим, что даже писал на нём стихи.
Литературные и философские занятия Горация в Афинах были прерваны гражданской войной, вызванной убийством Юлия Цезаря в 44 году до н. э. Осенью этого года, приблизительно, через полгода после убийства диктатора, в Афины прибыл Марк Юний Брут. Посещая философские лекции, он вербовал приверженцев республиканского строя для борьбы с преемниками Цезаря — Марком Антонием и Октавианом. Как и Цицерон, Гораций стал сторонником дела Республики и присоединился к Бруту.
Гораций поступил в армию Брута и получил даже несколько неожиданную для сына вольноотпущенника должность военного трибуна (то есть офицера легиона) — должности военных трибунов занимали, преимущественно, дети всадников и сенаторов, и она являлась первым шагом в карьере военного или магистрата. Этот факт позволяет предположить, что к тому времени Гораций (скорее всего, не без денег отца) обладал суммой в 400 000 сестерциев, то есть цензом, необходимым для зачисления в сословие всадников (эта сумма позже позволила ему вкупиться и в коллегию писцов).
В битве при Филиппах в октябре 42 года до н. э. войско Брута и Кассия было рассеяно и обращено в бегство, после чего и Брут, и Кассий покончили с собой. После поражения Гораций пересмотрел свою позицию и отказался от какой-либо деятельности в этом направлении. Впоследствии поэт неоднократно упоминал о своих ранних республиканских «иллюзиях» и авантюре, которая могла оказаться для него роковой. В одной из «Од» он обратился к своему другу Помпею, который также принимал участие в сражении при Филиппах, где сообщил, что выжил, только «бросив щит и бежав с поля боя» (что, между прочим, считалось первым признаком трусости).
В Италию он вернулся, по-видимому, в начале 41 года до н. э. Отца уже не было в живых; его родина, Венузия, попала в число городов, отданных ветеранам Цезаря, и наследственное имущество Горация оказалось конфискованным. После амнистии, объявленной в 40 году до н. э. сторонникам Брута, он переехал в Рим и остался там. Несмотря на собственные жалобы о бедности, которая заставляет его заняться поэзией, Гораций имел достаточно средств, чтобы вступить в коллегию квесторских писцов (по ведомству государственных финансов). Римское общество относилось с предубеждением к оплачиваемому труду, но на некоторые квалифицированные профессии такое отношение не распространялось; пожизненные должности этой коллегии считались почётными. Гораций работал секретарём (scriba quaestorius), что обеспечило ему возможность жить в Риме и заниматься литературой.
Видимо, к 39/38 году до н. э. относятся первые поэтические опыты Горация на латинском языке: гекзаметрические стихотворения, впоследствии ставшие первой книгой «Сатир», и ямбические, впоследствии ставшие «Эподами». Литературные поиски Горация перекликаются с классицистическим движением, которое возглавляли Публий Вергилий Марон и Луций Варий Руф. Оба старших поэта стали его друзьями. В 39—38 годах до н. э. они представили Горация Гаю Цильнию Меценату, близкому другу и соратнику Октавиана.
Меценат, после девятимесячных раздумий, приблизил поэта к себе. Попав в окружение Мецената и, соответственно, принцепса, Гораций сохранил присущую ему осмотрительность, не пытался выделиться, во всём проявлял уравновешенность. К программе социальных и политических реформ, проводимых Августом, Гораций относился с должным вниманием, не опускаясь, однако, до уровня «придворного льстеца». Горацием двигало не столько согласие с идеологией принципата, сколько чувство благодарности за долгожданный мир, восстановленный Августом в Италии, в которой почти сто лет происходили гражданские войны.

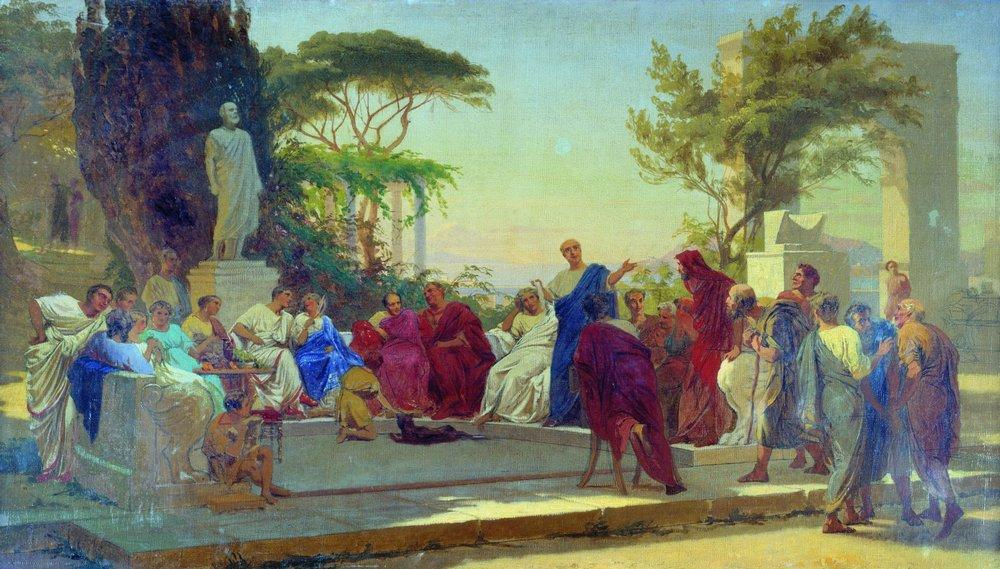
Бронников Ф. А. Гораций, читающий свои „Сатиры“ Меценату. 1863

Светоний свидетельствует, что Октавиан Август предложил Горацию должность своего личного секретаря. Это предложение, в общем сулившее большие выгоды, Горация привлечь не могло, и было им тактично отвергнуто. Гораций опасался в том числе того, что, приняв предложение, он лишится своей независимости, которой значительно дорожил.
В 38 году до н. э. Гораций предположительно присутствовал, вместе с Меценатом, при морском поражении Октавиана у мыса Палинур. В этом же году Гораций в обществе Мецената, юриста Кокцея Нервы (прадеда императора Марка Кокцея Нервы), Фонтена Капитона (уполномоченного и легата Антония в Азии), поэтов Вергилия, Вария, издателя «Энеиды» Плотия Тукки совершил путешествие в Брундизий; об этом путешествии идёт речь в известной сатире (I 5). Между 36 и 33 годами до н. э. (наиболее вероятно зимой 36—35) вышел первый сборник стихотворений Горация, книга «Сатир», посвященная Меценату.
В своей поэзии Гораций всегда подчеркивал, что его отношения с Меценатом основаны на взаимном уважении и дружбе, независимо от социального статуса; он стремился развеять представление о том, что их отношения имели характер отношений патрона и клиента. Гораций никогда не злоупотреблял дружбой Мецената и не пользовался его расположением в ущерб кому-либо. Гораций был далёк от того, чтобы требовать от своего покровителя большего; он даже не пользовался этой дружбой, чтобы вернуть отцовское имение, конфискованное Октавианом в пользу ветеранов после сражения при Филиппах. Однако такое в известной мере зависимое состояние Горация не раз становилось источником щекотливых положений, из которых он всегда выходил с совершенным тактом и достоинством. Далекий от честолюбивых стремлений, заботам и хлопотам городской жизни Гораций предпочитал тихую и спокойную жизнь в деревне.
Сблизившись с Меценатом и его окружением, Гораций обзавёлся сильными покровителями и безусловно получил от Мецената существенные подарки. Предположительно в 33 году до н. э. Гораций приобрёл своё прославленное имение в Сабинских горах, на реке Тибур, около теперешнего Тиволи. По некоторым текстам Горация был сделан вывод, что имение ему было подарено Меценатом (напр. Carmina II 18: 11—14), но ни сам Гораций, ни его биограф Светоний об этом не упоминают. Подобные фрагменты вообще проблематично рассматривать как непосредственное свидетельство того, что вилла Горация была подарком; вдобавок, существуют свидетельства о значительном собственном достатке Горация к этому времени.
Интересно, что Гораций уважал основателя школы киренаиков Аристиппа и не раз восхвалял его в своих произведениях. Например, про себя он писал: «незаметно опять к наставленьям скачусь Аристиппа — / Вещи себе подчинить, а не им подчиняться стараюсь» (Horat. Epist. I I). Также см. Horat. Epist. I XCVII. Вероятно, это связано с общей чертой: и философ, и поэт имели знатных и богатых покровителей, принимали их подарки как заслуженные, но при этом очень ценили независимость и занимались делом своей жизни, а не прислуживали за блага.
2 сентября 31 года до н. э. Гораций вместе с Меценатом присутствовали при битве у мыса Акций. В 30 году до н. э. вышла вторая книга «Сатир» и «Эподы», сборник из 17 стихотворений, которые он писал одновременно с сатирами. Название «Эподы» было дано сборнику грамматиками и указывает на форму двустиший, где короткий стих следует за длинным. Сам Гораций назвал эти стихотворения «ямбами»; образцом для них послужили ямбы греческого поэта первой половины VII века до н. э. Архилоха. Примечательно, что Гораций с самого начала творческого пути брал за образец древнегреческую классику, а не поэзию александрийцев, в соответствии с тенденцией своего времени и окружения.
Начиная с 30 года до н. э. Гораций с перерывами писал лирические стихотворения, первый сборник которых, книги Ι—III, вышел во второй половине 23 года до н. э. Лирические стихотворения вышли под названием «Песни» («Carmina»), но ещё в античности их стали называть одами. Это название сохранилось за ними до нашего времени. В античности греческий термин «ода» не был связан с собственно торжественным пафосом и употреблялся в значении «песня», как эквивалент латинского carmen.
Между 23 и 20 годами до н. э. Гораций старался держаться вдали от Рима, забросив «чистую поэзию» и вернувшись к полуфилософской «прозаической Музе» своих «Сатир». На этот раз уже не в полемической форме сатиры, а с преобладанием «мирного положительного» содержания; он написал 1-ю книгу «Посланий», в которую вошло двадцать стихотворений. «Послания» вышли в 20 году (или в начале 19 года) до н. э. В промежутке с конца 20 до осени 19 года до н. э. выходит послание Юлию Флору, впоследствии второе во втором сборнике «Посланий».
В 17 году до н. э. с беспрецедентной торжественностью справлялись «вековые игры», празднество «обновления века», которое должно было знаменовать конец периода гражданских войн и начало новой эры процветания Рима. Август поручил Горацию написать гимн для церемонии праздников. Для поэта это явилось государственным признанием ведущего положения, которое он занял в римской литературе. Торжественный «Юбилейный гимн» был исполнен в храме Аполлона Палатинского хором из 27 юношей и 27 девушек 3 июня 17 года до н. э.
Можно сказать, что теперь, когда Гораций давно «охладел» к лирике, он стал популярным, признанным её мастером. Август обращается к Горацию с новым поручением написать стихотворения, прославляющие воинскую доблесть своих пасынков Тиберия и Друза. По словам Светония, сочинения Горация императору «так нравились, и Август настолько был уверен в том, что они останутся в веках, что поручил ему не только сочинение столетнего гимна, но и прославление победы его пасынков Тиберия и Друза над винделиками». Так, в 13 году до н. э. появилась 4-я книга од, в которую вошло пятнадцать стихотворений, написанных в дифирамбической манере древнегреческого поэта Пиндара. Империя окончательно стабилизировалась, и в одах уже не остается следа республиканской идеологии. Помимо прославления императора и его пасынков, внешней и внутренней политики Августа как носителя мира и благоденствия, сборник содержит вариации прежних лирических тем.
К последнему десятилетию жизни Горация относится также вторая книга «Посланий», посвященная вопросам литературы. Книга, состоящая из трех писем, создавалась между 19 и 10 годами до н. э. Первое послание, обращенное к Августу (который выражал своё неудовольствие по поводу того, что до сих пор ещё не попал в число адресатов) вышло предположительно в 12 году до н. э. Второе послание, обращенное к Юлию Флору, вышло раньше, между 20 и 19 годами до н. э.; третье, обращенное к Пизонам, вышло предположительно в 10 (и выходило отдельно, возможно, ещё в 18) году до н. э.
Смерть Горация наступила от внезапной болезни, незадолго до его 57-летия, 27 ноября 8 года. Как указывает Светоний, умер Гораций «в пятый день до декабрьских календ, в консульство Гая Марция Цензорина и Гая Азиния Галла, в Риме, через пятьдесят девять дней после смерти Мецената, на пятьдесят седьмом году жизни. Наследником своим вслух объявил Августа, так как, мучимый приступом болезни, был не в силах подписать таблички завещания. Погребен и зарыт на окраине Эсквилина, подле гробницы Мецената».

## Творчество
Горация много читали
не только в древности, но и в новое время, поэтому до нас дошли все его
произведения: сборник стихов «Ямбы», или «Эподы», две книги сатир
(«Беседы»), четыре книги лирических стихотворений, известных под названием
«Оды», юбилейный гимн «Песнь столетия» и две книги посланий.

### Сатиры

Saturae, 1577

Вернувшись после амнистии в Рим и столкнувшись там с нуждой, для первого сборника Гораций, тем не менее, избирает именно сатиру (несмотря на такую комбинацию факторов, как своё низкое происхождение и «подмоченную республиканскую» репутацию). Однако концепция Горация позволяет ему взяться за жанр, наименее подходящий для человека в его положении. В «Сатирах» Гораций не нападает на изъяны своих современников, но только демонстрирует их и высмеивает; изменять поведение людей или «наказывать» их Гораций не мыслит. Гораций не «брызжет яростью», но обо всем говорит с веселой серьёзностью, как человек доброжелательный. Он воздерживается от прямых порицаний, приглашает к размышлению о природе людей, оставляя за каждым право делать собственные выводы. Он не затрагивает актуальную политику и далек от личностей, его насмешки и поучения имеют общий характер.
Такая концепция совпадает со стремлениями Октавиана укрепить нравственные устои государства (следовательно, свой авторитет и свои позиции в Риме) посредством возврата к «добрым нравам» предков. (Пропаганда в этом направлении активно ведется под контролем самого Октавиана на протяжении всего первого десятилетия империи, когда Гораций писал «Сатиры».) Гораций считает, что примеры чужих пороков удерживают людей от ошибок. Эта позиция отвечает программе Октавиана, который считает, что сильная императорская власть необходима также и для контроля над «порочными представителями» общества.
Вместе с современной романтически настроенной интеллигенцией Гораций приходит к стоико-эпикурейской философии, проповедующей презрение к богатству и роскоши, стремление к «aurea mediocritas» («золотой середине»), умеренность во всем, довольство малым на лоне природы, наслаждение за бокалом вина. Это учение послужило той призмой, через которую Гораций стал рассматривать явления жизни. В тех случаях, когда эти явления вступали в противоречие с моралью философии, они естественно настраивали поэзию Горация на сатирический лад. Такая философия вызывала у него (как и у многих его современников), романтическое возвеличение доблести и строгости нравов прежних времен. Она же отчасти определила и форму его нелирических произведений — форму разговора по образцу так называемой «философской диатрибы» — диалога с мнимым собеседником, возражения которого автором опровергаются.
У Горация диатриба чаще видоизменяется в разговор автора с определёнными лицами или, реже, в беседу разных лиц. Такова форма его «Сатир» (лат. satura — смесь, всякая всячина). Сам Гораций называет их «Sermones», «Беседы». Это написанные гекзаметром беседы на разные темы, часто в форме собственно «чистой» диатрибы. Они представляют собой сатиру в нашем смысле слова: или моралистического характера (против роскоши, зависти и пр.; напр. о преимуществах деревенской жизни, с басней о городской и сельской мыши, впоследствии переработанной Лафонтеном); или инвективного, нефилософского; или просто описания.
«Разговоры» Горация — настоящие «causeries» («беседы»); в обстановке зарождающейся монархии в них нет чувства политической независимости, характерного для сатир Луцилия, последователем которого Гораций себя считал.

### Эподы

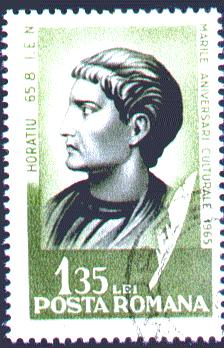
Почтовая марка Румынии, посвящённая Горацию

Первые эподы создавались ещё в то время, когда двадцатитрехлетний Гораций только вернулся в Рим, после битвы при Филиппах 42 г. до н. э.; они «дышат ещё не остывшим жаром гражданской войны». Другие были созданы незадолго до публикации, в конце войны между Октавианом и Антонием, накануне битвы при Акции 31 г. до н. э. и сразу после неё. Сборник также содержит «юношески пылкие строки», обращенные к недругам поэта и «пожилым прелестницам», домогающимся «молодой любви».
Уже в «Эподах» виден широкий метрический горизонт Горация; но пока, в отличие от лирических од, метры эподов не логаэдические, и восходят не к изысканным эолийцам Сапфо и Алкею, а «прямолинейному» горячему Архилоху. Первые десять эподов написаны чистым ямбом; в Эподах с XI по XVI соединяются разнодольные метры — трехдольные дактилические (гекзаметр) и двудольные ямбические (ямбический метр); Эпод XVII состоит из чистых ямбических триметров.
Среди тем ранних эподов особенно интересной и важной представляется тема гражданская; она проходит красной нитью через все творчество Горация, но с наибольшей силой и пафосом звучит, возможно, именно здесь, в этих ранних стихотворениях (Эпод VII, Эпод XVI). О том, как развивались взгляды Горация (как заканчивалась его «антиреспубликанская» трансформация), позволяют судить два «актийских» Эпода (I и IX), написанных в 31 г до н. э., в год битвы при Акции.
Между 33—31 гг. Гораций приобретает своё прославленное имение в Сабинских горах; новая деревенская обстановка, возможно, вдохновила Горация написать прославленный Эпод II.
Эподы XI, XIII, XIV, XV образуют особую группу: здесь нет ни политики, ни язвительности, насмешек, злого сарказма, свойственных ямбографии. Они отличаются особым настроением — Гораций явно пробует силы в области «чистой лирики», а эподы написаны уже не чистым ямбом, но квази-логаэдическими стихами. В «любовных» Эподах XIV и XV Гораций уже далеко отходит от лирики Архилоха. В смысле пыла и страсти Архилоху ближе лирика Катулла, спектр переживаний и сомнений которой сложнее и намного «взъерошеннее», чем у Горация. Лирика же Горация открывает иное чувство (можно сказать, более римское) — сдержанное, неповерхностное, прочувствованное одинаково «умом и сердцем» — согласованное с отточенным, бесстрастно-изящным образом его поэзии в целом.
Ближе всего к своим древним прототипам, эподам Архилоха, стоят Эподы IV, V, VI, VIII, X и XII. Язвительный сатирический тон в них «доходит до бичующего сарказма»; в то же время «пыл ненависти» в этих эподах явно более технологичен — для Горация, характерно сдержанного даже в пору «горячей ветреной юности», такой пыл здесь скорее художественный прием, инструмент.
Тем не менее, обычно сдержанный и изящно-бесстрастный даже в ранние годы, Гораций мог быть и яростен и циничен; откровенные до непристойности Эподы VIII и XII ставят немалые преграды перед переводчиками. Однако сам Гораций не испытывал в связи с ними никакого стеснения — подобные стихи были обычны в среде, для которой они предназначались. (Вообще, сохранившиеся фрагменты переписки Августа доносят до нас дух грубоватого цинизма, имевшего место среди ближайшего окружения принцепса.)
В коротких «Эподах», сильных и звучных, полных огня и юного пыла, заключено ясное видение мира, доступное настоящему гению. Мы находим здесь незаурядную палитру образов, мыслей и чувств, отлитых в чеканную форму, которая в целом для латинской поэзии была свежей и необычной. Эподам ещё недостает того кристально чистого звучания, неповторимой лаконичности и вдумчивой глубины, которой будут отличаться лучшие оды Горация. Но уже этой небольшой книгой стихов Гораций представил себя как «звезда первой величины» на литературном небосводе Рима.

### Оды
Сборник Carmina (название традиционно переводится как Оды) состоит из четырёх частей («книг») и в общей сложности охватывает 103 стихотворения: Lib. I (38), Lib. II (20), Lib. III (30) и Lib. IV (15).
От архилохова стиля эподов Гораций переходит к формам монодической лирики. Теперь его образцы — Анакреонт, Пиндар, Сапфо, в первую очередь Алкей, и Гораций видит своё право на литературное бессмертие в том, что он «первый свел эолийскую песнь на италийский лад». Первый сборник содержит стихотворения, написанные исконно греческими размерами: алкеевой строфой, сапфической, асклепиадовой и другими в различных вариациях. В сумме тринадцать строфических форм, и почти все они для латинской поэзии новые (только сапфическая строфа встречалась ранее у Катулла). В латинской трактовке греческих прототипов, обладающих «неродными» для латинского языка свойствами, Гораций обнаруживает метрическое мастерство, не превзойденное никем из последующих римских поэтов.
Оды отличаются высоким стилем, который отсутствует в эподах и от которого он отказывается в сатирах. Воспроизводя метрическое построение и общий стилистический тон эолийской лирики, Гораций во всем остальном идет по собственному пути. Как и в эподах, он использует художественный опыт разных периодов и часто перекликается с эллинистической поэзией. Древнегреческая форма служит облачением для эллинистически-римского содержания.
Отдельное место занимают т. н. «Римские оды» (III, 1—6), в которых наиболее законченно выражено отношение Горация к идеологической программе Августа. Оды связаны общей темой и единым стихотворным размером (излюбленной Горацием Алкеевой строфой). Программа «Римских од» такова: грехи отцов, совершенные ими во время гражданских войн и как проклятие тяготеющие над детьми, будут искуплены только возвращением римлян к старинной простоте нравов и древнему почитанию богов. «Римские оды» отражают состояние римского общества, вступившее в решающую стадию эллинизации, которая придала культуре Империи ясный греко-римский характер.
Ювелирно обработанная и «насыщенная мыслью», но сдержанная и бесстрастная лирика не встретила у современников того приема, которого ожидал автор. Её находили излишне аристократичной и недостаточно оригинальной (следует сделать вывод, что таково было мнение общей «образованной массы»).
В целом оды проводят все ту же мораль умеренности и квиетизма. В знаменитой 30 Оде третьей книги Гораций сулит себе бессмертие как поэту; ода вызвала многочисленные подражания, из которых наиболее известны подражания Державина и Пушкина).

### Послания. Ars poetica
Сборник состоит из двух «книг»: в первой книге 20 посланий (включая эпилог), во второй — 3 послания. Последнее (третье) послание к Пизонам со времён Квинтилиана называется «Ars poetica» («Поэтическое искусство», или «Наука поэзии») и обычно интерпретируется как автономный текст.
По форме, содержанию, художественным приемам и разнообразию тем «Послания» сближаются с «Сатирами», с которых поэтическая карьера Горация начинается. Гораций сам указывает на связь посланий с сатирами, назвав их, как раньше «Сатиры», «беседами» («sermones»); в них, как до этого в сатирах, Гораций использует дактилический гекзаметр. Комментаторы всех периодов считают «Послания» значительным шагом в искусстве изображения внутренней жизни человека; сам же Гораций даже не причислял их к собственно поэзии.
Отдельное место занимает знаменитое «Послание к Пизонам» («Epistola ad Pisones»), или «Ars poetica». Послание относится к типу «нормативных» поэтик, содержащих «догматические предписания» с позиций определённого литературного направления. В этом послании мы находим наиболее полное изложение теоретических взглядов Горация на литературу и тех принципов, которым в своей поэтической практике он следовал сам. Этим посланием Гораций включается в литературную полемику между поклонниками архаической литературы и почитателями современной поэзии (последние эпической напыщенности и примитивной форме старых поэтов противопоставляли поэзию субъективных чувств и отточенность поэтической техники). В послании звучит предостережение Августу, который намеревался возродить древний театр как искусство народных масс и использовать его в целях политической пропаганды. Гораций полагает, что принцепсу не следует угождать грубым вкусам и прихотям необразованной публики.
По сообщению античного комментатора, теоретическим источником Горация был трактат Неоптолема из Париона, которому он следует в расположении материала и в основных эстетических представлениях. (Поэзия вообще, поэтическое произведение, поэт — этот ход изложения Неоптолема сохранен у Горация.) Но Гораций не ставит целью создать какой-либо полный трактат. Свободная форма «послания» позволяет ему остановиться только на некоторых вопросах, более-менее актуальных с точки зрения литературных направлений в Риме. «Ars poetica» представляет собой своего рода «теоретический манифест» римского классицизма времени Августа.

### Юбилейный гимн
В 17 году до н. э. с беспрецедентной торжественностью справлялись «вековые игры», празднество «обновления века», которое должно было знаменовать конец периода гражданских войн и начало новой эры процветания Рима. Предполагалась сложная, тщательно разработанная церемония, которую, согласно официальному объявлению, «ещё никто не видел и никогда более не увидит» и в которой должны были принять участие знатнейшие люди Рима. Она завершалась гимном, подводившим итог всему празднеству. Гимн был поручен Горацию. Для поэта это явилось государственным признанием ведущего положения, которое он занял в римской литературе. Гораций принял поручение и решил этот вопрос превратив формулы культовой поэзии во славу живой природе и манифест римского патриотизма. Торжественный «Юбилейный гимн» был исполнен в храме Аполлона Палатинского хором из 27 юношей и 27 девушек 3 июня 17 г. до н. э.

## Влияние
Сам поэт измерял в «Памятнике» своё литературное бессмертие вечностью римского государства, но наибольший расцвет его славы был ещё впереди. Начиная с каролингских времён интерес к Горацию возрастает; свидетельством этого интереса служат 250 дошедших до нас средневековых рукописей его произведений. В период раннего Средневековья морально-философские произведения Горация, сатиры и в особенности послания привлекали большее внимание, чем лирика; Горация почитали как моралиста и знали главным образом в качестве автора сатир и посланий. Ему, «сатирику Горацию», Данте (Ад IV) отводит место в Аиде вслед за Вергилием и Гомером.
Новую оценку принёс с собой Ренессанс, когда нарождавшаяся «буржуазная личность» противопоставила себя «церковному созерцанию». (Известно, что в 1347 г. рукопись с произведениями Горация приобрел Петрарка; в некоторых его стихотворениях обнаруживается явное влияние Горация.) Как лирический выразитель такого нового мироощущения, Гораций стал любимым поэтом Возрождения (вместе с Вергилием, и часто превосходя его). Гуманисты считали Горация «своим» всецело; но высоко ценили его также иезуиты — выхолощенный или христианизированный Гораций оказывал положительное нравственное воздействие на учеников. Картины простой деревенской жизни приходились по душе людям сходной с ним судьбы, близких вкусов (какими были, например, Петрарка, Ронсар, Монтень, Роберт Геррик, Бен Джонсон, Мильтон).
Лирические размеры Горация использовались в новолатинском стихосложении, что, как считается, особенно удачно получалось у немецкого гуманиста Конрада Цельтиса, который кроме того установил обычай петь оды Горация в школе (что в 16 в. стало повсеместной практикой). Впоследствии Горация стали переводить на новые языки (удачнее всего, как считается, на немецкий).
В России Горацию подражал Кантемир; увлекались им Пушкин, Дельвиг, Майков и другие.
«Искусство поэзии» оказало колоссальное влияние на литературную критику; из него заимствовались классические принципы, ссылками на него обосновывались старания обуздать излишества барокко. Из «Ars poetica» для своей «Поэтики» много заимствует Буало; им восторгается Байрон, его изучают Лессинг и др. Однако «Буре и натиску», другим движениям романтиков было не по пути с «певцом благоразумия, уравновешенности и умеренности», и с той поры популярность Горация больше не поднималась на прежнюю высоту.
После изобретения книгопечатания ни один античный автор не издавался столько раз, сколько Гораций. Его наследие вызвало огромное количество как новолатинских, так и национальных подражаний и сыграло большую роль в формировании новоевропейской лирики.
В честь Горация назван кратер на Меркурии. Поэт стал главным героем романа Александра Дюма-отца «Мемуары Горация».

## Изречения
Carpe diem — «хватай день» (Carmina I 11, 8). В полном виде: «carpe diem quam minimum credula postero», «пользуйся (каждым) днем, как можно менее полагаясь на следующий».
Dulce et decorum est pro patria mori — «Красиво и сладко умереть за отечество» (Carmina III 2, 13). Часто использовавшийся в газетах Первой мировой войны лозунг; также заглавие горько ироничного стихотворения английского поэта Уилфреда Оуэна «Dulce Et Decorum Est» об этой войне.
Sapere aude — «решись быть мудрым» (Epistulae I 2, 40). Изречение было воспринято Иммануилом Кантом и стало своеобразным лозунгом Эпохи Просвещения. Данное изречение является девизом Московского физико-технического института (вариант «дерзай знать»).

## Произведения
В хронологическом порядке:
- Sermonum liber primus, Сатиры I (35 до н. э.)
- Epodes, Эподы (30 до н. э.)
- Sermonum liber secundus, Сатиры II (30 до н. э.)
- Carminum liber primus, Оды I (23 до н. э.)
- Carminum liber secundus, Оды II (23 до н. э.)
- Carminum liber tertius, Оды III (23 до н. э.)
- Epistularum liber primus, Послания I (20 до н. э.)
- Ars poetica, Послание Пизонам (24/10 до н. э.)
- Carmen saeculare, Вековой Гимн (17 до н. э.)
- Epistularum liber secundus, Послания II (14 до н. э.)
- Carminum liber quartus, Оды IV (13 до н. э.)

## Переводы
- В серии «Loeb classical library» сочинения изданы в 2 томах (№ 33, 194).
- В серии «Collection Budé» сочинения изданы Архивная копия от 4 марта 2016 на Wayback Machine в 3 томах.

### Переводы на русский язык
Среди переводивших произведения на русский язык:

| - Артюшков, Алексей Владимирович - Барков, Иван Семёнович - Водовозов, Василий Иванович - Давыдов, Денис Васильевич - Дельвиг, Антон Антонович - Державин, Гавриил Романович - Дмитриев, Михаил Александрович - Загорский, Михаил Павлович - Казанский, Борис Васильевич - Красинский, Адам Станислав - Крестовский, Всеволод Владимирович - Крешев, Иван Петрович - Лермонтов, Михаил Юрьевич - Ломоносов, Михаил Васильевич | - Майков, Аполлон Николаевич - Мерзляков, Алексей Фёдорович - Модестов, Василий Иванович - Норов, Авраам Сергеевич - Ошеров, Сергей Александрович - Позняков, Николай Сергеевич - Пастернак, Борис Леонидович - Пушкин, Александр Сергеевич - Срезневский, Иван Евсеевич - Тютчев, Фёдор Иванович - Фет, Афанасий Афанасьевич - Филимонов, Владимир Сергеевич - Шаховской, Александр Александрович - Шебор, Осип Антонович |

Неоднократно выходили «школьные издания» избранных стихов Горация.
Основные русские переводы:
- Квинта Горация Флакка Десять писем первой книги. Архивная копия от 4 марта 2016 на Wayback Machine / Пер. Харитона Макентина. 2-е изд. — СПб., 1744. — 81, 24 с.
- Письмо Горация Флакка о стихотворстве к Пизонам / Пер. Н. Поповского. — СПб., 1753. — 40 с.
- Квинта Горация Флакка Сатиры, или Беседы с примечаниями / Пер. И. С. Баркова. — СПб., 1763. — 184 с.
- Наука поэзии, или Послание к Пизонам Кв. Горация Флакка / Пер. и прим. М. Дмитриева. — М., 1853. — 90 с.
- Оды Квинта Горация Флакка / Пер. А. Фета. — СПб., 1856. — 130 с.
- Сатиры Квинта Горация Флакка / Пер. М. Дмитриева. — М., 1858. — 191 с.
- К. Гораций Флакк / В пер. А. Фета. — М., 1883. — 485 с. (почти полный перевод с незначит. пропусками)
- Избранные стихотворения / Пер. и комм. О. А. Шебора. — СПб., 1894. — Вып. 1-2. (Первое издание. Всего было 16 изданий.)
- Квинт-Флакк Гораций. Избранные стихотворения Горация. Дословный и литературный перевод М. М. Гринфельда. Оды и эподы. Одесса: М. С. Козман, 1910. — 208 с.; 1916. — 242 с.; Сатиры и послания. Там же, 1916. — 202 с.
- Квинт Гораций Флакк. Полное собрание сочинений / Пер. под ред. Ф. А. Петровского, вступ. ст. В. Я. Каплинского. — М.-Л.: Academia. 1936. — 447 с. — 5300 экз.
  - переизд. под назв. «Собрание сочинений» / Вступ. ст. В. С. Дурова. — СПб.: Студиа биографика, 1993. — 446 с.
- Гораций. Оды. Эподы. Сатиры. Послания / Вступ. ст. М. Л. Гаспарова. — М., Худож. лит. 1970. — 479 с. — 40 000 экз. (в частности, издание включает новый перевод Гаспаровым «Науки поэзии»)
- Квинт Гораций Флакк. Наука поэзии / Пер. М. М. Позднева // Книга сочинителя. — СПб.: Амфора, 2008. — С. 113—142.
- Квинт Гораций Флакк. Книга Эподов / Пред., пер. и прим. Г. М. Севера. — Toronto: Aeterna, 2015. — (Новые переводы классиков). — ISBN 978-1-329-45480-4.
- Квинта Горацiя Флакка двадцать четыре избранныя оды въ переводѣ Алексѣя Кокотова. — Toronto: Aeterna Publishing, 2016
- Квинт Гораций Флакк. Оды. — М., Летний Сад, 2018. Двуязычное издание, включающее два полных перевода (А. Фета и А. Кокотова) всех четырех книг од и избранные переводы отдельных од, принадлежащие русским поэтам и переводчикам от Державина и Востокова до наших современников.
- Квинтъ Горацιй Флаккъ. Оды въ переводѣ Алексѣя Кокотова. — М., Водолей, 2019